# Paul Goethals
Pour les articles homonymes, voir Goethals.
Paul Goethals, né le 11 novembre 1832 à Courtrai, Belgique  et décédé le 4 juillet 1901 à Calcutta, Inde, était un jésuite belge, missionnaire en Inde et vicaire apostolique puis premier archevêque de Calcutta, de 1877 à sa mort en 1901.

## Premières années et formation
Né dans une famille bourgeoise et influente (son père, Ferdinand Goethals, fut membre du congrès national fondateur de la Belgique, en 1831) Goethals fit ses humanités au collège de St Servais à Liège. Après son entrée dans la Compagnie de Jésus il fit sa philosophie (1856-57) à Namur et la théologie (1863-67) à Louvain, où il est ordonné prêtre le 11 septembre 1866.

## Recteur et Provincial
Il fut recteur du second Collège Saint-Michel (Actuel collège Saint-Jean-Berchmans) à Bruxelles (1868-1869) et provincial des jésuites belges (1870-1876).  Ensuite, de nouveau recteur, cette fois au collège Notre-Dame de la paix à Namur. Tout le semblait destiné à une belle carrière administrative dans les institutions éducatives de Belgique. Son sens du gouvernement et sa connaissance de l’anglais le firent remarquer et il fut nommé vicaire apostolique du diocèse de Calcutta (le Bengale étant une mission confiée aux jésuites belges). Goethals reçoit la consécration épiscopale dans sa ville natale de Courtrai, le 24 février 1878 par Jean-Joseph Faict avec comme co-consécrateurs Théodore-Joseph Gravez et Edmond Dumont.

## Archevêque de Calcutta
Goethals arrive à Calcutta, comme vicaire apostolique, le 4 novembre 1878. Lorsque la hiérarchie catholique est érigée en Inde (1er septembre 1886) il devient le premier archevêque de Calcutta. Les 23 ans de Goethals à la tête de l’Église au Bengale sont un temps de développement et consolidation de l’Église catholique dans la région, avec la fondation du théologat jésuite à Kurseong près de Darjeeling (en 1889), l’arrivée de nombreuses congrégations religieuse missionnaires qui ouvrent missions, collèges et écoles. Il est à l’origine également des filles de Sainte Anne de Ranchi, la première congrégation religieuse autochtone.
Goethals encourage activement évangélisation et éducation dans la région du Chota Nâgpur (à l’ouest de Calcutta), il est un soutien indéfectible de Constant Lievens, l’apôtre des Mundas, Ouraons et Kharias du Jharkhand. Du côté de Darjeeling également (dans les contreforts de l’Himalaya) il ouvre des postes missionnaires et soutient la fondation du collège jésuite Saint-Joseph (North Point). À Kurseong un internat garde sa mémoire vive: la Goethals Memorial School.
À Calcutta il établit une imprimerie catholique, crée de nombreuses paroisses et rassemble près de 6000 livres sur l’Inde (religions, géographie, voyages, culture et langues) qui sont le noyau de ce qui est connu aujourd’hui comme la Goethals Library and Research center (attaché aux facultés universitaires Saint-Xavier) à Calcutta. Très ouvert et actif dans la vie de la ville également il est à un moment le président de l'Asiatic Society of Bengal, une société savante (fondée par William Jones) dédiée à une meilleure connaissance des langues et civilisation indienne.
Il meurt le 4 juillet 1901 à Calcutta. Un service solennel est célébré le 11 juillet et l'évêque de Dacca, Monseigneur Pierre-Joseph Hurth, un de ses grands amis, prononce l'oraison funèbre.

## Succession apostolique
Paul Goethals a ordonné les évêques suivants :
- Archevêque Théodore Dalhoff, S.I. (1892)
- Patriarche Władysław Michał Zaleski (1892)